# Take Back
Take Back é um filme de ação de suspense estadunidense de 2021 dirigido por Christian Sesma e estrelado por Mickey Rourke, James Russo, Michael Jai White e Gillian White.  O filme foi lançado nos Estados Unidos em 18 de junho de 2021.

## Sinopse
Zara (Gillian White) e Brian (Michael Jai White) estão vivendo a vida perfeita de uma pequena cidade quando um misterioso estranho do passado secreto de Zara sequestra sua filha e agora eles devem correr para salvar sua vida.

## Elenco
- Mickey Rourke como Patrick, Jack[1]
- Michael Jai White como Brian[1]
- Gillian White como Zara[1]
- James Russo como Schmidt[1]
- Jessica Uberuaga como Nancy
- Chris Browning como Jerry Walker
- Nick Vallelonga como Demarco

## Produção
Fotografia principal concluída em agosto de 2020.

## Lançamento
Shout! Studios adquiriram os direitos de distribuição do filme na América do Norte em fevereiro de 2021. O filme foi lançado nos cinemas dos Estados Unidos e em vídeo sob demanda e varejistas on-line em 18 de junho de 2021.